# ブロックトン (マサチューセッツ州)
ブロックトン（英: Brockton）は、アメリカ合衆国マサチューセッツ州のプリマス郡にある都市。人口は約10万人（2020年）。プリマス町と共にプリマス郡に2つある郡庁所在地の1つである。
ブロックトンの出身者にプロボクシングの世界チャンピオンとなったロッキー・マルシアノ（ヘビー級）やマービン・ハグラー（ミドル級）がいること、ブロックトン高校のスポーツ訓練が成功していることと合わせ「チャンピオンの都市」と呼ばれることがある。市内にはモンテロとカンペロという2つのビレッジがある。どちらもマサチューセッツ湾交通局の通勤鉄道の駅があり、郵便局もある。カンペロは市内最小の地区だが、人口は最も多い。野球のブロックトン・ロックスが市を本拠地にしている。アメリカ合衆国でも風の強い都市であり、平均風速は14.3マイル/h (6.4 m/s) である。

## 歴史
1649年、ウーサムキン（マサソイト）が当時ソータケットと呼ばれていた周辺の土地を、ダクスベリーへの追加としてマイルス・スタンディッシュに売却した。ブロックトンはその地域の一部であり、イングランド人がブリッジウォーターと改名し、さらに1821年にはノースブリッジウォーター町となった。1874年、その名称について議論の多かった過程を経て、ある土地の商人がナイアガラ滝に旅してオンタリオ州ブロックビルで話を聞いたアイザック・ブロック将軍にちなみ、ブロックトンと改名された。南北戦争の間、ブロックトンは国内最大の靴生産地であり、20世紀の後半まで靴と革製品が産業として大きな製品だった。

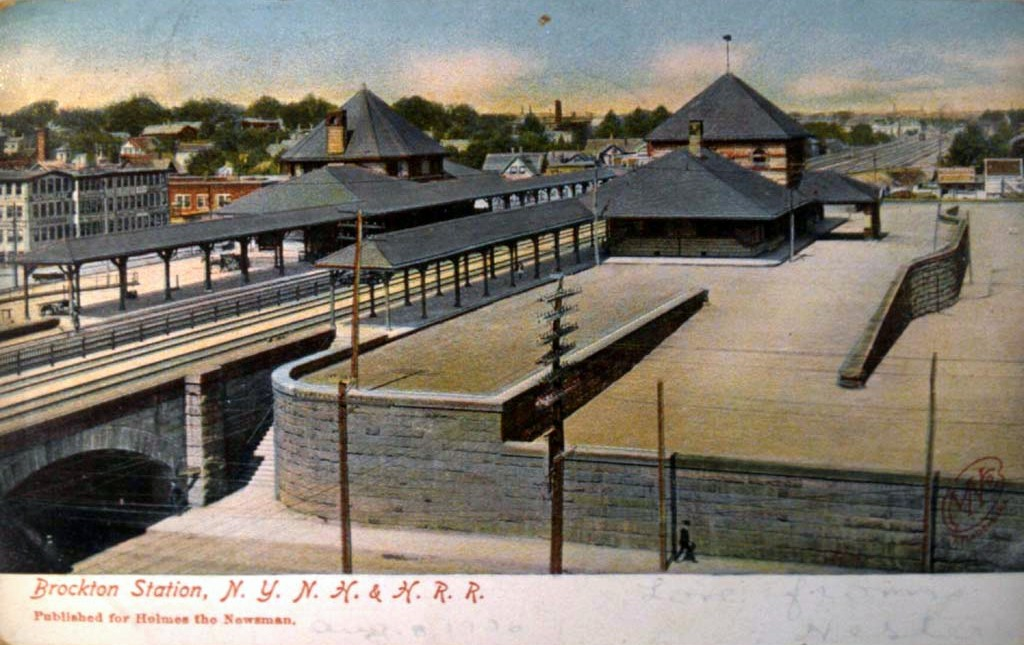
ブリックトン駅、1906年の絵葉書
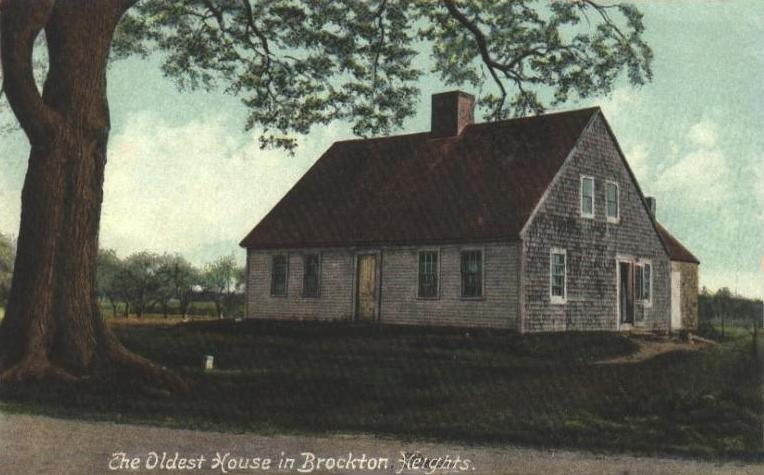
市内最古の家、1910年
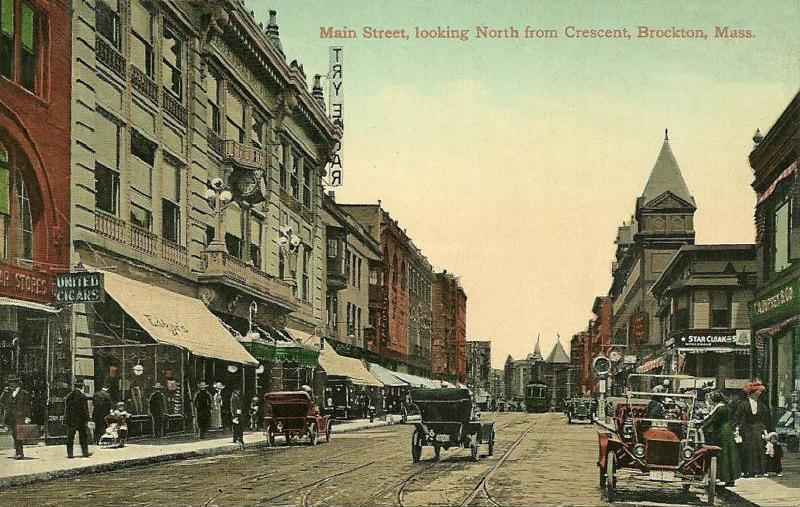
メインストリート、1910年頃
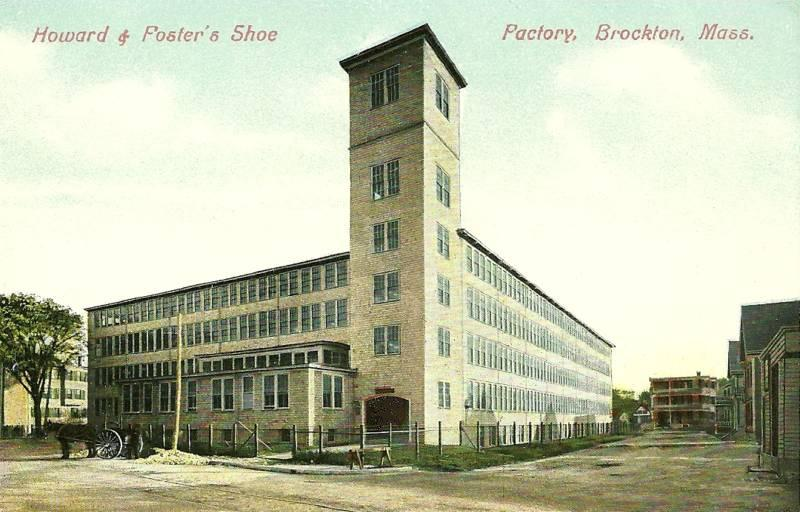
靴工場、1910年

### 歴史上の一番
世界で一番
- 1883年10月1日、トーマス・エジソンがスイッチを押したときに、世界で初の地下三相交流送電システムが開通した[4]。
- 1894年10月24日、市劇場がオープンし、世界で初の三相交流電源に接続された劇場となった。

アメリカ合衆国で一番
- 1884年12月30日、アメリカ合衆国で初めて電気で駆動される消防署がオープンした。
- 1890年12月、エドガー百貨店の経営者ジェイムズ・エドガーが、アメリカ合衆国で初めてクリスマスにサンタクロースの服装をして登場した[5]
- 1896年、ブロックトンは鉄道との平面交差踏切を廃止したアメリカ合衆国で最初の都市となった。

世界記録
- 2010年11月23日、1つの場所にサンタクロースの帽子を被った人が872人集合し、世界記録になった[6]。
- 2011年11月20日、ブロックトン中心街でサンタクロースの帽子を被った人が1,792人集合し、世界記録を更新した。

## 地理
アメリカ合衆国国勢調査局に拠れば、市域全面積は21.6平方マイル (56 km2)であり、このうち陸地21.5平方マイル (56 km2)、水域は0.1平方マイル (0.26 km2)で水域率は0.56%である。面積ではマサチューセッツ州で第162位、プリマス郡の27市町では第12位である。北西はストウトン、北はエイボン、北東はホルブルックとアビントン、南東はホイットマンとイーストブリッジウォーター、南はウェストブリッジウォーター、西はイーストンの各町と接している。ボストン市からは南に約25マイル (40 km)、ロードアイランド州プロビデンスからは北東に30マイル (48 km) にある。
ブロックトン市域はほとんど都会化されている。市内をソールズベリープレーン川が流れ、かつては多くの靴工場に動力を提供していた。その北東にはビーバー・ブルック保護地があり、アビントンのエイムズ・ノーウェル州立公園の南端に接している。市内に幾つかの公園があるが、その最大のものはD・W・フィールド公園であり、造園家のフレデリック・ロー・オルムステッドにヒントを与えられた。そこにはウォルド湖やエイボン町域に入るブロックトン貯水池があり、またゴルフコースもある。

## 人口動態
以下は2010年国勢調査による人口統計データである。
| 基礎データ - 人口: 93,810 人 - 世帯数: 35,552 世帯 - 家族数: 22,764 家族 - 人口密度: 1,695.9人/km2（4,398.4 人/mi2） - 住居数: 34,837 軒 - 住居密度: 626.5軒/km2（1,622.8 軒/mi2） 人種別人口構成 - 白人: 46.7%（非ヒスパニック白人: 42.9%） - アフリカン・アメリカン: 31.2% - ネイティブ・アメリカン: 0.36% - アジア人: 2.3% - 太平洋諸島系: 0.04% - その他の人種: 10.32% - 混血: 7.78% - ヒスパニック・ラテン系: 10.0% 年齢別人口構成 - 18歳未満: 27.8% - 18-24歳: 9.1% - 25-44歳: 30.5% - 45-64歳: 20.8% - 65歳以上: 11.7% - 年齢の中央値: 34歳 - 性比（女性100人あたり男性の人口） - 総人口: 92.1 - 18歳以上: 87.4 | 世帯と家族（対世帯数） - 18歳未満の子供がいる: 35.0% - 結婚・同居している夫婦: 42.0% - 未婚・離婚・死別女性が世帯主: 19.9% - 非家族世帯: 32.4% - 単身世帯: 26.6% - 65歳以上の老人1人暮らし: 9.5% - 平均構成人数 - 世帯: 2.74人 - 家族: 3.35人 収入と家計 - 収入の中央値 - 世帯: 39,507米ドル - 家族: 46,235米ドル - 性別 - 男性: 34,255米ドル - 女性: 26,886米ドル - 人口1人あたり収入: 17,163米ドル - 貧困線以下 - 対人口: 14.5% - 対家族数: 12.1% - 18歳未満: 19.4% - 65歳以上: 12.6% |

ブロックトンはプリマス郡で人口および人口密度共に最大の町である。マサチューセッツ州では人口第7位、人口10万人以下の町では第2位である。人口密度は州内第27位である。
カーボベルデ出身者の絶対数では国内最大であり、市人口の9.0%を占めている。アンゴラ出身者も国内最大とされている。

## 市政府
アメリカ合衆国下院議員ではマサチューセッツ州第8選挙区に属し、2001年以降民主党のスティーブン・リンチが議員を務めている。
マサチューセッツ州下院議員では第9、第10、第11の3つの選挙区が入っている。上院議員ではプリマス・ブリストル第2選挙区に入っている。市内をブロックトン警察署が管轄する他、マサチューセッツ州警察第4バラック、Dトループがパトロールしている。
ブロックトン市は市長・市政員会方式の政府を採用している。市長の任期は2年間である。市政委員会は全市を選挙区に選ばれる委員4人と小選挙区から選ばれる7人、合計11人で構成されている。
| 民主党   | 26,316 | 50.55% |
| 共和党   | 4,612  | 8.86%  |
| 無党派   | 20,726 | 39.81% |
| 少数政党 | 408    | 0.78%  |
| 合計     | 52,062 | 100%   |

### 消防署

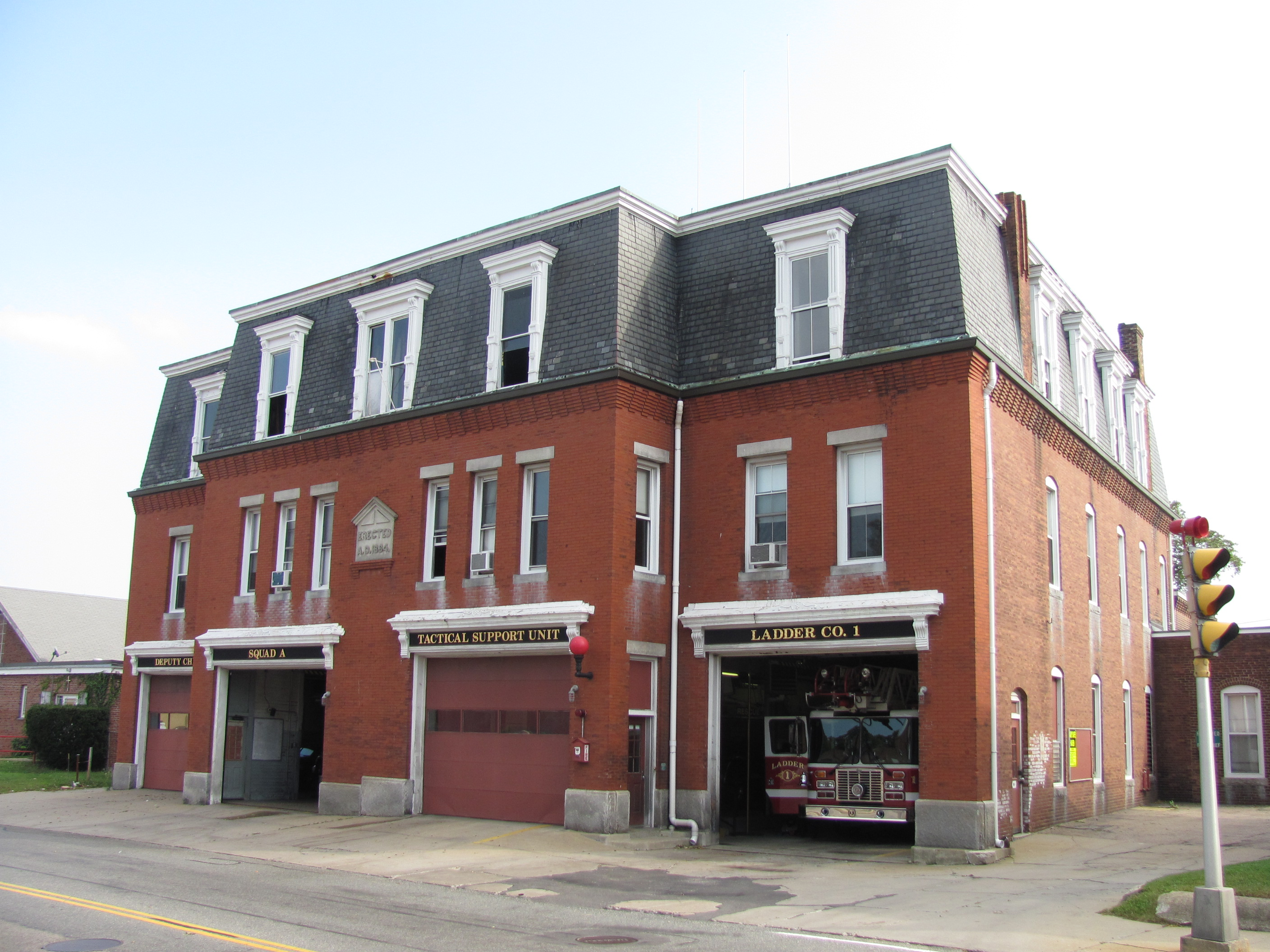
中央消防署、A部隊、梯子車、副署長が駐屯

ブロックトン市は24時間、174人の常勤消防士に守られている。駐屯所は6か所あり、消防車5台、梯子車3台がある他、各種の部隊を構成している。消防署は救急医療を担当しておらず、アメリカン・メディカル・レスポンスに委託している。
1905年、地元新聞がグローバー靴工場災害のときの多くの消防士の英雄的働きを記事にした。1941年3月10日、ストランド劇場の火事で消火にあたっていた消防士のうち13名が、屋根が崩落したときに死亡した。この火事はアメリカ史の中でも最悪の消防災害となった。

### 警察署
ブロックトン警察署には警官181人と文民31人が働いている。パトロールの部門と、刑事、薬物、暴力団対応など操作部門がある。週に数晩パトロールを行うボランティア組織、ガーディアン・エンジェルスもある。

## 医療
市内には総合病院が3つある。市内東部のシグナチャー・ヘルスケア・ブロックトン病院、北西部にあるサマリタン医療センター、南西部にあるブロックトン退役兵管理病院である。退役兵管理病院はハーバード・サウスショア精神科プログラムを後援する機関である。ボストン大学の様々な医療専門医、ノースイースタン大学の精神科学生、マサチューセッツ大学ボストン校の看護科学生、マサチューセッツ薬学健康科学カレッジの薬学学生について住民に教育する施設になっている。
市内にはコミュニティ健康センターがあり、低所得や貧困者がブロックトン地区健康センターにかかることができるようにしている。

## 教育

### 公立学校
ブロックトン市は市内約15,600人の児童生徒のために独自の教育学区を運営している。初期教育学校2校、小学校9校、幼稚園から8年生を教える学校2校、中学校6校、高校1校、および代替学校4校がある。ブロックトン高校の運動チームは、市出身の無敗のボクシング・ヘビー級世界チャンピオン、ロッキー・マルシアノにちなみ、ボクサーズという愛称を使っている。

### 私立学校
ブロックトンには教区学校3校があったが、2007年に統合して2つの学校になった。カーディナル・スペルマン高校は、ブロックトン生まれでニューヨークの大司教になったフランシス・カーディナル・スペルマンにちなんで名付けられたカトリック系高校である。チャーター高校のチャンピオン・チャータースクールもある。授業料無料のサウスイースタン地域職業訓練校を選ぶこともできる。

### 高等教育機関
市内にはマサソイト・コミュニティカレッジとサリバン・アンド・コグリアノ訓練センターがある。クインシーにあるイースタン・ナザレン・カレッジは成人教育を行っている。

## 交通

### 主要高規格道路
マサチューセッツ州道24号線は6車線中央分離自動車道であり、市の西部を通り、北の州道27号線との出口と南の州道123号線との出口がある。27号線と123号線は市内中心部で交わる。州道28号線は市中心部を南北に抜ける。州道14号線は州道27号線と落ち合った点が西端であり、州道37号線は州道28号線と落ち合った点が南端である。

### バス
ブロックトンはブロックトン地域交通局が運営するバス路線がある。市内の地区を走るものの他に、市外のブリッジウォーター産業団地、アシュモント駅、スタウトンに向かう路線もある。

### 鉄道
マサチューセッツ湾交通局の通勤鉄道であるミドルボロ/レイクビル線が市の東部を通っており、モンテロとカンペロ地区、さらにブロックトン市中央に停車駅があり、ボストンのサウス駅に行くことができる。

## 受賞歴

### 若者のための最良の町100傑
ブロックトンは2005年、2008年、2010年、2011年に若者のための最良の町100傑に選定された。この賞はアメリカの有望さ同盟が、若者の落ちこぼれを減らし、支援サービスを行っている町を認めて贈るものである。ブロックトンは青年に優先順位を置き、教育、助言、ボランティア活動に関わり続けたことを評価された。プリマス郡地区検察官事務所と、市長、教育監督官、警察署、さらに非営利団体や父兄会と協力し、若者のための資源を繁栄させてきた。

## 音楽
市内には1948年に設立されたコミュニティ・オーケストラのブロックトン・シンフォニー・オーケストラがある。ウェスト中学校公会堂や隣のイーストン町にあるオリバー・エイムズ公会堂など地方の会場で、シーズンに5回ないし6回の演奏会を行っている。ボストン大都市圏の音楽家65人で構成され、音楽監督は2007年からジェイムズ・オレントであり、オレントはボストン交響楽団とボストン・ポップス・オーケストラの客演指揮者を務めている。

## アマチュアスポーツ
ブロックトン・ロックスはフューチャーズ大学間野球リーグに属し、カンパネリ・スタジアムを本拠地にしている。2003年から2011年には、独立系プロのカナディアン・アメリカン・リーグに属していたが、2012年にアマチュアの現リーグに鞍替えした。選手はより経験を積み、スカウトに見られる機会を増やすことを求め、無給を容認している。

## 見どころ

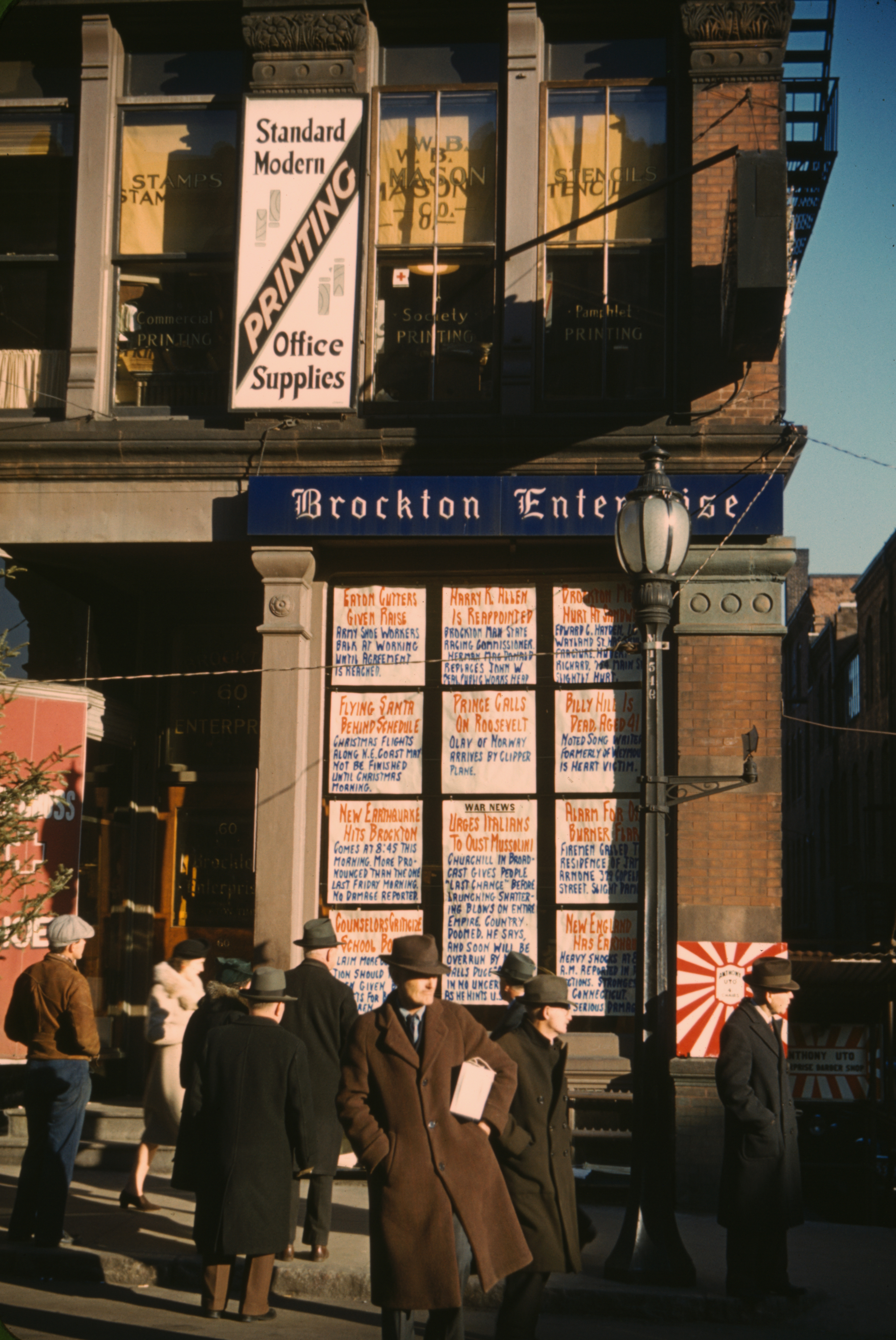
新聞社（「ブロックトン・エンタープライズ」）の通りに向かった窓、見出しが貼ってある。1940年12月

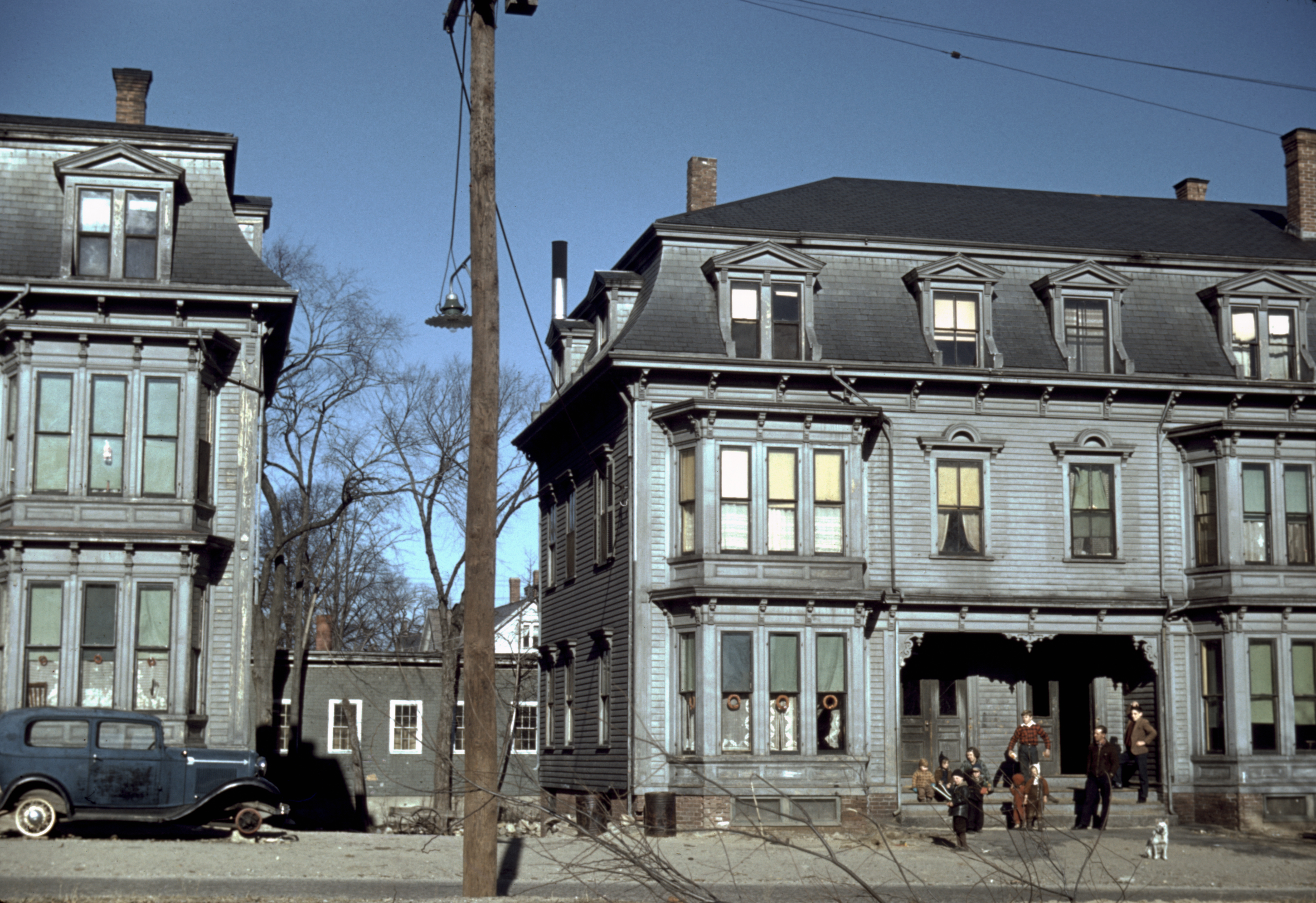
賃アパート地区の子供たち、1940年12月、ジャック・デラノ撮影

市内にはコマーシャル通りの中央警察署、消防駐屯所6か所、郵便局3か所がある。公共図書館体系には3つのビルがある。本館はカーネギー図書館であり、メインストリートにある。
- アシアフ・スケートリンク
- オーデュボン保存地域
- イーストブロックトンの戦い戦場
- ブロックトン市役所
- ブロックトン・エジソン電機照明会社発電所
- ブロックトン祭
- ブロックトン消防博物館
- ブロックトン高校
- カンパネリ・スタジアム - ブロックトン・ロックスの本拠地
- 中央消防署
- カーティス・ビル
- エドガー・エバレット・ディーン博士邸
- D・W・フィールド公園
- D・W・フィールド・ゴルフコース
- フォレスト・アベニュー学校
- フランクリン・ブロック
- フラー・クラフト博物館
- ガードナー・J・キングマン邸
- ギルモア学校、1915年設立、政治家のエドワード・ギルモアにちなむ
- ゴールドスウェイト・ブロック
- ハワード・ブロック
- ライマン・ブロック
- ブロックトン公共図書館
- マニング・プール
- モーゼス・パッカード邸
- 旧郵便局ビル
- ペトロネッリ・ウェイ
- ロッキー・マルシアノ公園
- サッコ・ヴァンゼッティ博物館
- 靴の博物館
- 雪の噴水と時計
- 南通り歴史地区
- ソーニー・リー・ゴルフクラブ
- ウェストゲイト・レインズ
- ウェストゲイト・モール
- YMCA

## 著名な出身者
- スティーブ・バルボニ、メジャーリーグベースボール選手、ニューヨーク・ヤンキース他
- ショーン・ファニング、ファイル共有ソフト「Napster」の制作者
- マービン・ハグラー、プロボクシング・ミドル級世界チャンピオン
- ジョー・ローゾン、総合格闘家
- ロッキー・マルシアノ、プロボクシング・ヘビー級世界チャンピオン
- スティーヴ・スミス、元ロックバンドJOURNEYのドラマー
- AJ・ディバンツァ、バスケットボール選手